# 洛克里斯蒂
洛克里斯蒂（荷蘭語：Lochristi，荷蘭語發音：[ˌloːˈkrɪsti]）是比利时弗拉芒大區东佛兰德省根特區的一个市镇，通行荷蘭語，是弗拉芒社群的一部分，面积60.66平方千米，人口22,300人（2018年1月1日）。